# Тельце Флемминга
Остаточное тельце Флемминга или просто тельце Флемминга — переходная структура клеток млекопитающих, появляющаяся ближе к концу цитокинеза непосредственно перед полным расхождением делящихся клеток. Впервые эту структуру описал немецкий биолог Вальтер Флемминг в 1891 году.
Тельце Флемминга состоит из пучков микротрубочек веретена деления, которые уплотняются во время завершающих стадий митоза, и окружающего их плотного матрикса. Его обычный диаметр около 1 микрометра, а протяжённость составляет от 3 до 5 микрометров. Кроме микротрубочек в нём содержатся различные белки, участвующие в цитокинезе, асимметричном клеточном делении и расхождении хромосом. Тельце Флемминга необходимо для завершения финальных стадий цитокинеза и осуществления апоптоза, хотя его точная роль в этих процессах остаётся неясной. Кроме того, последние исследования показали, что стволовые клетки человека и мышей имеют свойства накапливать тельца Флемминга, а предшественники нервных клеток, напротив, выбрасывают его во внеклеточное пространство сразу после деления. Такие результаты позволяют выдвинуть предположение о значимости тельца Флемминга для клеточной дифференцировки.